# Královské Poříčí
Královské Poříčí (deutsch Königswerth) ist eine Gemeinde in Tschechien. Sie liegt am nordöstlichen Stadtrand von Sokolov und gehört zum Okres Sokolov.

## Geographie

### Geographische Lage
Královské Poříčí befindet sich am linken Ufer der Eger im Falkenauer Becken. Östlich erhebt sich der Vřesoviště (Haidwald, 480 m), im Südosten der Těšovický vrch (469 m) und im Südwesten der Na Hardu (Hardhöhe). Durch den Ort verläuft die Bahnstrecke Chomutov–Cheb. Zwischen Královské Poříčí und Těšovice führt eine Brücke über die Eger. Südöstlich wird die Gemeinde von der Staatsstraße 6 / E 48/49 umfahren. Nördlich des Dorfes liegen die Tagebaurestlöcher der stillgelegten Gruben Marie Majerová und Vílem.

### Gemeindegliederung
Die Gemeinde Královské Poříčí besteht aus den Ortsteilen Královské Poříčí (Königswerth) und Jehličná (Grasset). Einzige Grundsiedlungseinheit ist Královské Poříčí. Zu Královské Poříčí gehören auch die Fluren des abgebaggerten Ortes Alberov (Albernhof).

### Nachbargemeinden
Nachbarorte sind Horní Rozmyšl im Norden, Vintířov und Horní Pískovec im Nordosten, Loket im Osten, Staré Sedlo im Südosten, Těšovice im Süden, Sokolov im Südwesten, Svatava im Westen sowie Jehličná und Lomnice im Nordwesten.
Die umliegenden Ortschaften Lvov (Löwenhof), Lipnice (Litmitz) und Alberov (Albernhof) sowie der größte Teil von Jehličná fielen dem Braunkohlenbergbau zum Opfer.

## Geschichte
Die erste Erwähnung von Königswerth erfolgte im Jahre 1240 in einer Urkunde Wenzels I., als dieser dem von seiner Schwester Agnes gegründeten Orden der Kreuzherren mit dem Roten Stern das Patronat über die Kirche in Zettlitz und die Filialen in Elbogen und Königswerth überließ. Ab 1384 bildete die Kirche in Königswerth eine eigene Pfarre. Im Elbogener Urbar von 1522 wird der Ort als eine der Besitzungen der Schlicken auf Falkenau ausgewiesen. 1596 entstand eine Pfarrschule. Die Kohlenlagerstätte von Königswerth war seit dem 17. Jahrhundert bekannt. Während des Dreißigjährigen Krieges entstand ein großer Kohlenbrand.
1845 bestand der Ort aus 37 Häusern und hatte 254 Einwohner. Südlich von Grasset bestand die Eisenerzgrube Rapsak. Nach der Aufhebung der Patrimonialherrschaften bildete Königswerth ab 1850 eine Gemeinde im Bezirk Falkenau. Königswerth war bis in die 1870er Jahre ein bäuerliches Dorf. Nachfolgend setzte ein intensiver Kohlenbergbau ein. Die im Ort ansässige Britannia-Kohlenwerke AG betrieb um Königswerth die Gruben Marieschacht I und II, Wilhelmsschacht und Heinrichschacht.
1930 hatte die Gemeinde 1446 Einwohner, 1939 waren es nach der Aussiedlung der Tschechen nur noch 1324. Nach dem Münchner Abkommen wurde die Gemeinde Unter Reichenau ins Deutsche Reich eingegliedert und gehörte bis 1945 zum Landkreis Falkenau. Im Zuge der Arisierung der Britannia wurde am 28. Februar 1941 in Königswerth die „Egerländer Bergbau AG“ gegründet, deren erster Vorstandsvorsitzender Hans-Christoph Seebohm war. Nach dem Ende des Zweiten Weltkrieges kam der Ort zur Tschechoslowakei zurück; es begann die Vertreibung der Deutschen. 1948 erhielt die Gemeinde den Namen Královské Poříčí.
Seit 1976 gehört der Ortsteil Jehličná zur Gemeinde. In den 1970er Jahren wurde Jehličná größtenteils abgerissen, der Ortsteil Alberov verschwand im Tagebau. Zu Beginn der 1990er Jahre wurde nach hundertjährigem Betrieb die Grube Marie stillgelegt. Die Marie gehörte zu den tiefsten Gruben des Falkenauer Reviers. Die Sokolovská uhelná a.s. betreibt nordöstlich von Královské Poříčí die Gruben Jiří und Družba. Nach deren Auskohlung sollen zwischen 2030 und 2040 die Tagebaue geflutet und rekultiviert werden.

## Kultur und Sehenswürdigkeiten
- Kirche der Hl. Kunigunde, erbaut im 13. Jahrhundert
- Dampffördergöpel der Grube Marie Majerová
- Schlösschen Královské Poříčí
- Volksbauten in Ständerfachwerkbauweise